# 庙底沟遗址
庙底沟遗址位于中国河南省三门峡市湖滨区原陕州老城南关附近（原属陕县），是一处新石器时代遗址，1963年被列为第一批河南省文物保护单位，2001年被列为第五批全国重点文物保护单位。

## 考古发掘
庙底沟遗址位于流入黄河的青龙涧河和苍龙涧河之间的黄土塬上，总面积约24万平方米。1956年9月至1957年3月，因建设三门峡大坝，由文化部和中国科学院考古研究所组成黄河水库考古工作队（安志敏为领队），对该遗址进行了第一次大规模发掘。发掘面积4480平方米。发掘表明，遗址下层属仰韶文化庙底沟类型文化，年代为公元前4000年至公元前3500年，遗址上层属中原龙山文化早期的庙底沟二期文化，年代为公元前2900年至公元前2800年的。2002年因城市建设，河南省文物考古研究所、三门峡市文物考古研究所及郑州大学考古专业组成了联合考古工作队，对其进行大规模抢救性发掘。

## 图库
- 陶釜、陶灶，仰韶文化，1956年庙底沟出土
- 彩陶盆，仰韶文化，1956年庙底沟出土
- 彩陶碗，仰韶文化，1956年庙底沟出土